# Сент-Пол-Парк (Міннесота)
Сент-Пол-Парк (англ. St. Paul Park) — місто (англ. city) в США, в окрузі Вашингтон штату Міннесота. Населення — 5544 особи (2020).

## Географія
Сент-Пол-Парк розташований за координатами 44°50′8″ пн. ш. 92°59′39″ зх. д. / 44.83556° пн. ш. 92.99417° зх. д. (44.835680, -92.994128).  За даними Бюро перепису населення США в 2010 році місто мало площу 9,28 км², з яких 7,74 км² — суходіл та 1,54 км² — водойми.

## Демографія
Згідно з переписом 2010 року, у місті мешкало 5279 осіб у 1970 домогосподарствах у складі 1381 родини. Густота населення становила 569 осіб/км².  Було 2079 помешкань (224/км²).
Расовий склад населення:
| - 88,5 % — білих - 3,7 % — азіатів - 3,3 % — чорних або афроамериканців - 0,5 % — корінних американців - 1,9 % — осіб інших рас |

До двох чи більше рас належало 2,1 %. Частка іспаномовних становила 6,3 % від усіх жителів.
За віковим діапазоном населення розподілялося таким чином: 25,6 % — особи молодші 18 років, 64,5 % — особи у віці 18—64 років, 9,9 % — особи у віці 65 років та старші. Медіана віку мешканця становила 34,3 року. На 100 осіб жіночої статі у місті припадало 100,9 чоловіків;  на 100 жінок у віці від 18 років та старших — 97,9 чоловіків також старших 18 років.
Середній дохід на одне домашнє господарство  становив 72 585 доларів США (медіана — 59 470), а середній дохід на одну сім'ю — 78 635 доларів (медіана — 67 950). Медіана доходів становила 53 166 доларів для чоловіків та 39 732 долари для жінок. За межею бідності перебувало 10,0 % осіб, у тому числі 11,1 % дітей у віці до 18 років та 8,6 % осіб у віці 65 років та старших.
Цивільне працевлаштоване населення становило 2945 осіб. Основні галузі зайнятості: освіта, охорона здоров'я та соціальна допомога — 19,7 %, виробництво — 12,0 %, роздрібна торгівля — 9,7 %, науковці, спеціалісти, менеджери — 9,4 %.